# Femme Fatale (album de Britney Spears)
Femme Fatale este al șaptelea album al cântăreței de muzică pop Britney Spears. Acesta a fost lansat în unele țări 25 martie 2011, care va fi lansat oficial în 29 martie 2011. A fost înregistrat între 2009 și 2011, și primul ei single Hold It Against Me a fost lansat în 11 ianuarie 2011. Albumul a fost vandut in peste 2 milioane de copii pana in luna martie a anului 2012 fiind dublu accreditat cu discul de platina.

## Lista cântecelor
| #   | Titlu                   | Scriitor(i)                                                                                       | Producător(i)                                    | Durată |
| --- | ----------------------- | ------------------------------------------------------------------------------------------------- | ------------------------------------------------ | ------ |
| 1.  | "Till the World Ends"   | Ke$ha; Alexander Kronlund; Lukasz Gottwald; Max Martin                                            | Martin, Dr. Luke, Billboard                      | 3:58   |
| 2.  | "Hold It Against Me"    | Martin, Gottwald, Jomphe, Bonnie McKee                                                            | Martin, Dr. Luke, Billboard                      | 3:49   |
| 3.  | "Inside Out"            | Martin, Gottwald, Jomphe                                                                          | Martin, Dr. Luke, Billboard                      | 3:38   |
| 4.  | "I Wanna Go"            | Martin, Savan Kotecha, Johan Karl Schuster                                                        | Martin, Shellback                                | 3:30   |
| 5.  | "How I Roll"            | Christian Karlsson, Pontus Winnberg, Henrik Jonback, Magnus Lidehall                              | Bloodshy & Avant, Jonback, Lidehall              | 3:36   |
| 6.  | "(Drop Dead) Beautiful" | Jomphe, Benny Blanco, Joshua Coleman                                                              | Billboard, Blanco, Ammo, J.Mike                  | 3:36   |
| 7.  | "Seal It With A Kiss"   | Max Martin; Henry Walter; Lukasz Gottwald; Bonnie McKee                                           | Dr. Luke, Max Martin, Dream Machine              | 3:26   |
| 8.  | "Big Fat Bass"          | William Adams                                                                                     | will.i.am                                        | 4:44   |
| 9.  | "Trouble for Me"        | Fraser T Smith, Livvi Franc, Heather Bright, Olivia Waithe                                        | Smith                                            | 3:19   |
| 10. | "Trip to Your Heart"    | Christian Karlsson; Henrik Jonback; Magnus Lidehäll; Pontus Winnberg; Nicole Morier; Sophie Stern | Britney Spears, Bloodshy, Henrik Jonback, Magnus | 3:33   |
| 11. | "Gasoline"              | Gottwald, Blanco                                                                                  | Dr. Luke, Blanco                                 | 3:08   |
| 12. | "Criminal"              | Martin, Kotecha, Schuster                                                                         | Martin, Shellback                                | 3:45   |

## Data lansării
| Țară          | Dată           | Formatul             | Casa de discuri | Edition(s)                                |
| ------------- | -------------- | -------------------- | --------------- | ----------------------------------------- |
| Olanda        | 25 martie 2011 | CD                   | Sony Music      | Deluxe                                    |
| Danemarca     | 25 martie 2011 | CD                   | Sony Music      | Standard, Deluxe Edition (With Fragrance) |
| Norvegia      | 25 martie 2011 | CD                   | Sony Music      | Deluxe                                    |
| Australia     | 25 martie 2011 | CD                   | Sony Music      | Deluxe                                    |
| Germania      | 25 martie 2011 | CD                   | Sony Music      | Standard, Deluxe Edition                  |
| Grecia        | 28 martie 2011 | CD, digital download | Sony Music      |                                           |
| Mexic         | 28 martie 2011 | CD                   | Sony Music      | Deluxe, Premium Fan                       |
| Noua Zeelandă | 28 martie 2011 | CD                   | Sony Music      | Standard, Deluxe, Digipak                 |
| Polonia       | 28 martie 2011 | CD                   | Sony Music      | Eco, Standard, Deluxe, Premium Fan        |
| Africa de Sud | 28 martie 2011 | CD                   | Sony Music      | Deluxe                                    |
| Regatul Unit  | 28 martie 2011 | CD                   | RCA Records     | Standard, Deluxe Edition (With Fragrance) |
| Statele Unite | 29 martie 2011 | CD, digital download | Jive Records    | Standard, Deluxe, Premium Fan             |
| Brazilia      | 29 martie 2011 | CD                   | Sony Music      | Standard                                  |
| Filipine      | 29 martie 2011 | CD                   | Sony Music      | Deluxe                                    |
| Malaezia      | 29 martie 2011 | CD                   | Sony Music      | Deluxe                                    |
| Finlanda      | 30 martie 2011 | CD                   | Sony Music      | Deluxe                                    |
| Japonia       | 6 aprilie 2011 | CD                   | Sony Music      | Deluxe                                    |